# Örnsköldsvik
Örnsköldsvik je město ve středním Švédsku ležící u Botnického zálivu. Leží asi 550 km severně od hlavního města Stockholmu a 110 km jižně od města Umeå. Má 33 000 obyvatel. Örnsköldsvik je především průmyslové město, navíc poměrně mladé – bylo založeno až v roce 1894. Místní hokejový tým MODO Hockey je slavný díky několika svým hráčům, kteří se dostali do NHL. V roce 1976 se zde konaly první Zimní paralympijské hry.

## Osobnosti spjaté s městem
- Thomas Hammarberg
- Anders Hedberg
- Hans Hedberg
- Victor Hedman
- Magdalena Forsberg
- Peter Forsberg
- Malin Moström
- Markus Näslund
- Henrik Sedin
- Daniel Sedin
- Niklas Sundström

## Partnerská města
- Äänekoski, Finsko
- Sigdal, Norsko
- Brande, Dánsko
- Hveragerði, Island
- Tarp, Německo